# Jarrod Croker
Pour les articles homonymes, voir Croker.

a Compétitions nationales et continentales officielles uniquement.

b Matchs officiels uniquement.
Jarrod Croker, né le 11 septembre 1990 à Goulburn (Queensland), est un joueur de rugby à XIII australien évoluant au poste de centre ou d'ailier. Il fait ses débuts en National Rugby League avec les Raiders de Canberra lors de la saison 2009, club auquel il est toujours fidèle. Il y devient le botteur de l'équipe à partir de 2010, ceci lui permettant d'inscrire plus de 1 000 points en NRL. Il prend part également au match des All Stars de la NRL et au City vs Country Origin.

## Palmarès
- Collectif :
  - Vainqueur du City vs Country Origin : 2015 (Country).
  - Finaliste de la National Rugby League : 2019 (Canberra).

- Individuel:
  - Meilleur marqueur de points en National Rugby League : 2012 et 2016 (Canberra).

### En sélection représentatives
| Année | Compétition | Rang      | Résultats Sélection | Résultats Croker | Matchs Croker |
| ----- | ----------- | --------- | ------------------- | ---------------- | ------------- |
| 2015  | Country     | Vainqueur | 1 v, 0 n, 0 d       | 1 v, 0 n, 0 d    | 1/1           |
| 2016  | Country     | Défaite   | 0 v, 0 n, 1 d       | 1 v, 0 n, 1 d    | 1/1           |

### Statistiques
| Saison | Club             | Compétition           | Matchs | Points | Essais | Goals | Drop |
| ------ | ---------------- | --------------------- | ------ | ------ | ------ | ----- | ---- |
| 2009   | Canberra Raiders | National Rugby League | 21     | 48     | 12     | -     | -    |
| 2010   | Canberra Raiders | National Rugby League | 26     | 126    | 5      | 53    | -    |
| 2011   | Canberra Raiders | National Rugby League | 23     | 154    | 9      | 59    | -    |
| 2012   | Canberra Raiders | National Rugby League | 25     | 226    | 16     | 81    | -    |
| 2013   | Canberra Raiders | National Rugby League | 21     | 136    | 8      | 52    | -    |
| 2014   | Canberra Raiders | National Rugby League | 24     | 202    | 18     | 65    | -    |
| 2015   | Canberra Raiders | National Rugby League | 24     | 236    | 12     | 94    | -    |
| 2016   | Canberra Raiders | National Rugby League | 27     | 296    | 18     | 112   | -    |
| 2017   | Canberra Raiders | National Rugby League | 22     | 190    | 9      | 77    | -    |
| 2018   | Canberra Raiders | National Rugby League | 17     | 154    | 7      | 63    | -    |
| 2019   | Canberra Raiders | National Rugby League | 27     | 228    | 13     | 88    | -    |
| 2020   | Canberra Raiders | National Rugby League | 22     | 162    | 5      | 71    | -    |
| 2021   | Canberra Raiders | National Rugby League | 12     | 80     | 1      | 38    | -    |
| 2022   | Canberra Raiders | National Rugby League | 1      | 6      | -      | 3     | -    |
| 2023   | Canberra Raiders | National Rugby League | 15     | 130    | 3      | 59    | -    |